# Französische Rugby-Union-Meisterschaft 1995/96
Die Saison 1995/96 war die 97. Austragung der französischen Rugby-Union-Meisterschaft (französisch Championnat de France de rugby à XV). Sie umfasste 20 Mannschaften in der ersten Division (heutige Top 14).
Die Meisterschaft begann mit der Qualifikationsrunde, in der je zehn Mannschaften in zwei Gruppen aufeinander trafen. Die Erst- bis Viertplatzierten beider Gruppen zogen direkt in die Finalphase ein, während die Fünft- bis Achtplatzierten in einer Barrage mit den besten Teams der zweiten Division um die Spielberechtigung in der Finalphase spielten. Die Neunt- und Zehntplatzierten beider Gruppen stiegen ab.
Das Heimspielrecht der Finalphase, an der noch 16 Mannschaften beteiligt waren, ergab sich aus der besseren Platzierung in der Qualifikationsrunde. Auf das Achtelfinale folgten das Viertel- und das Halbfinale. Die zwei Halbfinalsieger trafen im Endspiel aufeinander, das am 1. Juni 1996 im Parc des Princes in Paris stattfand, und spielten um den Bouclier de Brennus. Dabei setzte sich Titelverteidiger Stade Toulousain gegen den CA Brive durch und errang zum 13. Mal den Meistertitel.
Die ES Catalane, die sich über die Barrage für das Achtelfinale qualifiziert hatte, verzichtete aus finanziellen Gründen freiwillig auf den Aufstieg in die erste Division.

## Qualifikationsrunde
|     | Team                  | Siege | Unent. | Ndlg. | Spiel- punkte | Diff. | Tabellen- punkte |
| --- | --------------------- | ----- | ------ | ----- | ------------- | ----- | ---------------- |
| 1.  | Stade Toulousain      | 12    | 1      | 5     | 466:275       | + 191 | 43               |
| 2.  | FC Grenoble           | 11    | 1      | 6     | 323:321       | + 2   | 41               |
| 3.  | RC Toulon             | 10    | 2      | 6     | 343:293       | + 50  | 40               |
| 4.  | RC Narbonne           | 9     | 2      | 7     | 328:285       | + 43  | 38               |
| 5.  | SU Agen               | 9     | 0      | 9     | 352:277       | + 75  | 36               |
| 6.  | USA Perpignan         | 8     | 2      | 8     | 388:342       | + 46  | 36               |
| 7.  | RC Nîmes              | 7     | 2      | 9     | 273:417       | − 144 | 34               |
| 8.  | RRC Nice              | 7     | 1      | 10    | 302:317       | − 15  | 33               |
| 9.  | Aviron Bayonnais      | 6     | 2      | 10    | 338:429       | − 91  | 32               |
| 10. | Racing Club de France | 4     | 1      | 13    | 251:408       | − 157 | 27               |

|     | Team                | Siege | Unent. | Ndlg. | Spiel- punkte | Diff. | Tabellen- punkte |
| --- | ------------------- | ----- | ------ | ----- | ------------- | ----- | ---------------- |
| 1.  | CA Brive            | 12    | 0      | 6     | 455:298       | + 157 | 42               |
| 2.  | CS Bourgoin-Jallieu | 11    | 1      | 6     | 417:307       | + 110 | 41               |
| 3.  | Castres Olympique   | 10    | 0      | 8     | 397:319       | + 78  | 38               |
| 4.  | CA Bègles-Bordeaux  | 10    | 0      | 8     | 411:287       | + 124 | 38               |
| 5.  | AS Montferrand      | 10    | 0      | 8     | 384:238       | + 146 | 38               |
| 6.  | Section Paloise     | 9     | 0      | 9     | 351:325       | + 26  | 36               |
| 7.  | US Dax              | 8     | 2      | 8     | 384:348       | + 36  | 36               |
| 8.  | US Colomiers        | 8     | 0      | 10    | 404:445       | − 41  | 34               |
| 9.  | FCS Rumilly         | 7     | 1      | 10    | 237:445       | − 208 | 33               |
| 10. | Montpellier RC      | 3     | 0      | 15    | 197:625       | − 428 | 24               |

Aus der zweiten Division qualifizierten sich folgende Mannschaften für die Barrage:
- Gruppe 1: AS Béziers, ES Catalane, Stade Dijonnais, FC Lourdes
- Gruppe 2: FC Auch, Biarritz Olympique, Paris Université Club, CA Périgueux

## Barrage
| Datum          | Begegnung                               | Ergebnis |
| -------------- | --------------------------------------- | -------- |
| 28. April 1996 | RRC Nice – ES Catalane                  | 09:12    |
| 28. April 1996 | Biarritz Olympique – AS Montferrand     | 03:40    |
| 27. April 1996 | US Dax – FC Lourdes                     | 49:13    |
| 27. April 1996 | AS Béziers – USA Perpignan              | 18:31    |
| 28. April 1996 | FC Auch – US Colomiers                  | 09:24    |
| 28. April 1996 | SU Agen – Stade Dijonnais               | 35:03    |
| 28. April 1996 | Paris Université Club – Section Paloise | 28:54    |
| 27. April 1996 | CA Périgueux – RC Nîmes                 | 18:15    |

## Finalphase

### Achtelfinale
| Datum       | Begegnung                           | Ergebnis |
| ----------- | ----------------------------------- | -------- |
| 4. Mai 1996 | Stade Toulousain – ES Catalane      | 27:16    |
| 4. Mai 1996 | SU Agen – CA Bègles-Bordeaux        | 25:18    |
| 4. Mai 1996 | Castres Olympique – Section Paloise | 06:14    |
| 4. Mai 1996 | CA Périgueux – CS Bourgoin-Jallieu  | 12:26    |
| 5. Mai 1996 | RC Narbonne – AS Montferrand        | 23:20    |
| 5. Mai 1996 | US Dax – FC Grenoble                | 28:14    |
| 5. Mai 1996 | RC Toulon – USA Perpignan           | 16:15    |
| 5. Mai 1996 | CA Brive – US Colomiers             | 23:14    |

### Viertelfinale
| Datum        | Begegnung                             | Ergebnis |
| ------------ | ------------------------------------- | -------- |
| 10. Mai 1996 | US Dax – RC Toulon                    | 25:11    |
| 10. Mai 1996 | CA Brive – SU Agen                    | 13:12    |
| 11. Mai 1996 | Stade Toulousain – RC Narbonne        | 12:09    |
| 11. Mai 1996 | Section Paloise – CS Bourgoin-Jallieu | 21:18    |

### Halbfinale
| Datum        | Begegnung                  | Ergebnis |
| ------------ | -------------------------- | -------- |
| 18. Mai 1996 | Stade Toulousain – US Dax  | 36:23    |
| 18. Mai 1996 | CA Brive – Section Paloise | 23:21    |

### Finale
| 1. Juni 1996 | Stade Toulousain                                                                                    | 20 : 13        | CA Brive                                                                     | Parc des Princes, Paris Zuschauer: 48.162 Schiedsrichter: Patrick Thomas |
| 1. Juni 1996 | Versuche: Berty (1) Straftritte: Deylaud (1) Castaignède (2) Dropgoals: Deylaud (2) Castaignède (1) | (6:10) Bericht | Versuche: R. Paillat (1) Erhöhungen: S. Paillat (1) Straftritte: Paillat (2) | Parc des Princes, Paris Zuschauer: 48.162 Schiedsrichter: Patrick Thomas |

Aufstellungen
Stade Toulousain:

Startaufstellung: Franck Belot, David Berty, Christian Califano, Philippe Carbonneau, Thomas Castaignède, Jérôme Cazalbou, Christophe Deylaud, Sylvain Dispagne, Didier Lacroix, Hervé Manent, Hugues Miorin, Émile Ntamack, Stéphane Ougier, Claude Portolan, Patrick Soula 

Auswechselspieler: Éric Artiguste, Olivier Carbonneau, Richard Castel, Jean-Luc Cester, Christophe Guiter, Pascal Lasserre, Hugo Mola
CA Brive:

Startaufstellung: Éric Alégret, Sébastien Bonnet, Laurent Bonventre, Sébastien Carrat, Alain Carminati, Didier Casadeï, Richard Crespy, Thierry Labrousse, Christophe Lucquiaud, Vincent Moscato, Romuald Paillat, Sébastien Paillat, Alain Penaud, Jean-Marie Soubira, Loïc Van Der Linden 

Auswechselspieler: Arnaud Boudie, François Duboisset, Didier Faugeron, Alain Guettache, Yvan Manhes, Bruno Marty, Sotele Puleoto